# Linh dương gazelle đỏ
Linh dương gazelle đỏ (danh pháp hai phần: Eudorcas rufina) là một loài linh dương đã tuyệt chủng thuộc nhóm linh dương Gazelle, họ Bovidae, bộ Artiodactyla. Loài này được Thomas mô tả năm 1894.
Loài này trước đây được coi là một thành viên của chi Gazella trong phân chi Eudorcas trước khi Eudorcas được thăng cấp thành một chi đầy đủ. Loài này được cho là đã sống ở những vùng núi được tưới nước tốt hơn ở Bắc Phi chứ không phải trong sa mạc, vì màu sắc phong phú trên bộ lông.
Không có ghi chép về linh dương gazelle đỏ trong tự nhiên. Loài này được biết đến từ ba mẫu vật được mua tại các chợ ở Algiers và Oran, miền bắc Algeria, vào cuối thế kỷ 19. Chúng được tổ chức tại các bảo tàng ở Paris và London. Một số nhà chức trách, chẳng hạn như Jonathan Kingdon, coi loài này là một phân loài của linh dương trán đỏ (E. rufifrons hoặc G. rufifrons). Năm 2008, K. de Smet đã báo cáo một trong ba mẫu vật đã được chứng minh khi kiểm tra là E. rufifrons, dẫn đầu Sách đỏ IUCN để xem xét lại đánh giá về các loài từ tuyệt chủng đến thiếu dữ liệu trên cơ sở nghi ngờ về tính hợp lệ của đơn vị phân loại.